# Alfred de Vigny
Alfred Victor de Vigny (Loches, 27 de março de 1797 — 17 de setembro de 1863) foi um poeta romântico francês.

## Biografia
Filho de uma família aristocrática, seu pai era um veterano da Guerra dos Sete Anos. Sua mãe, admiradora de Jean-Jacques Rousseau, encarregou-se pessoalmente da educação do filho durante seus primeiros anos. Aos dois anos de idade, Vigny mudou-se com seus pais, para Paris. Aos 17 anos ingressou na guarda do rei.
Aliando-se a escritores como Victor Hugo e Charles Nodier, Vigny começou a publicar poemas em jornais, até que 1825, com o sucesso de Eloa ou la soeur des anges (Eloá ou a irmã dos anjos), passou a se dedicar inteiramente à literatura.
Sob o estímulo de Victor Hugo, publicou, em 1826, o romance histórico Cinq Mars, que foi bem recebido pela critica, e a coletânea de poesias Poèmes antiques et modernes. Em 1829, apresentou a tradução, em versos, de Otelo, de Shakespeare.
Após algum tempo de produção literária, Vigny se retirou, por problemas financeiros e familiares. Em 1845, entrou para a Academia Francesa.
Alfred de Vigny era padrinho da compositora Augusta Holmès e, dada a semelhança física entre ambos, os biógrafos assinalam que talvez fosse também o seu pai biológico.
Morreu em Paris, em 1863, em decorrência de um câncer gástrico.
Foram publicadas duas obras póstumas de sua autoria: em 1864, Les destinées e em 1867, Le journal d'un poète, um apanhado de meditações e impressões de seu cotidiano.
Foi colaborador da revista Le Conservateur Littéraire.

## Obras selecionadas
- 1820 - Le Bal
- 1822 - Poèmes
- 1824 - Éloa, ou La sœur des anges (Eloá ou a Irmã dos Anjos)
- 1826 - Poèmes antiques et modernes (Poemas Antigos e Modernos)
- 1826 - Cinq-Mars - romance histórico
- 1831 - La maréchale d'Ancre (A Marechala de Ferro) - drama histórico em prosa
- 1832 - Stello - romance
- 1833 - Quitte pour la peur
- 1835 - Servitude et grandeur militaires (Servidão e Grandeza Militar)
- 1835 - Chatterton - peça teatral
- 1864 - Les Destinées (Os Destinos)
- 1867 - Journal d'un poète (O Diário de um Poeta)
- 1883–1885 - Œuvres complètes
- 1912 - Daphné